# Franz Xaver Mathias
Franz Xaver Mathias (Dinsheim (Baixa Alsàcia) 16 de juliol de 1871 - ?, 12 de febrer de 1939) fou un sacerdot, organista, professor de música i compositor alemany.
El 1897 s'ordenà de sacerdot, i l'any següent fou nomenat organista de la catedral d'Estrasburg, continuant, no obstant, els seus estudis en la universitat fins a rebre el 1901 el grau de doctor en filosofia. El 1907 fou nomenat professor de música religiosa de la Facultat catòlica de la universitat d'Estrasburg, i el 1908 rector del seminari de la mateixa ciutat.
S'ocupà molt especialment de l'acompanyament del cant pla, i des de 1907 fou l'únic redactor de la revista musical Câcilia. Se li deu: Die Tonarien (1903); Der Strassburger Chronist Könighofen als Chroalist. Orgelbegleitung zu deu Strassburger liturgischen Mess-Vesper-und Segeus_Gesangen, Die Choralbegleitung (1905), Modulationsbuch f. Organisten, i Musikhistorische Vortrâge.
Com a compositor de música religiosa és conegut per una col·lecció de cants llatins a tres veus, amb acompanyament d'orgue, cants alemanys, una Missa per a dues veus i orgue, preludis per a orgue i variacions sobre l'Stabat Mater.